# Stoke Golding
Stoke Golding – wieś w Anglii, w hrabstwie Leicestershire, w dystrykcie Hinckley and Bosworth. Leży 20 km na zachód od miasta Leicester i 148 km na północny zachód od Londynu. W 2001 miejscowość liczyła 1721 mieszkańców.